# Chris Cason

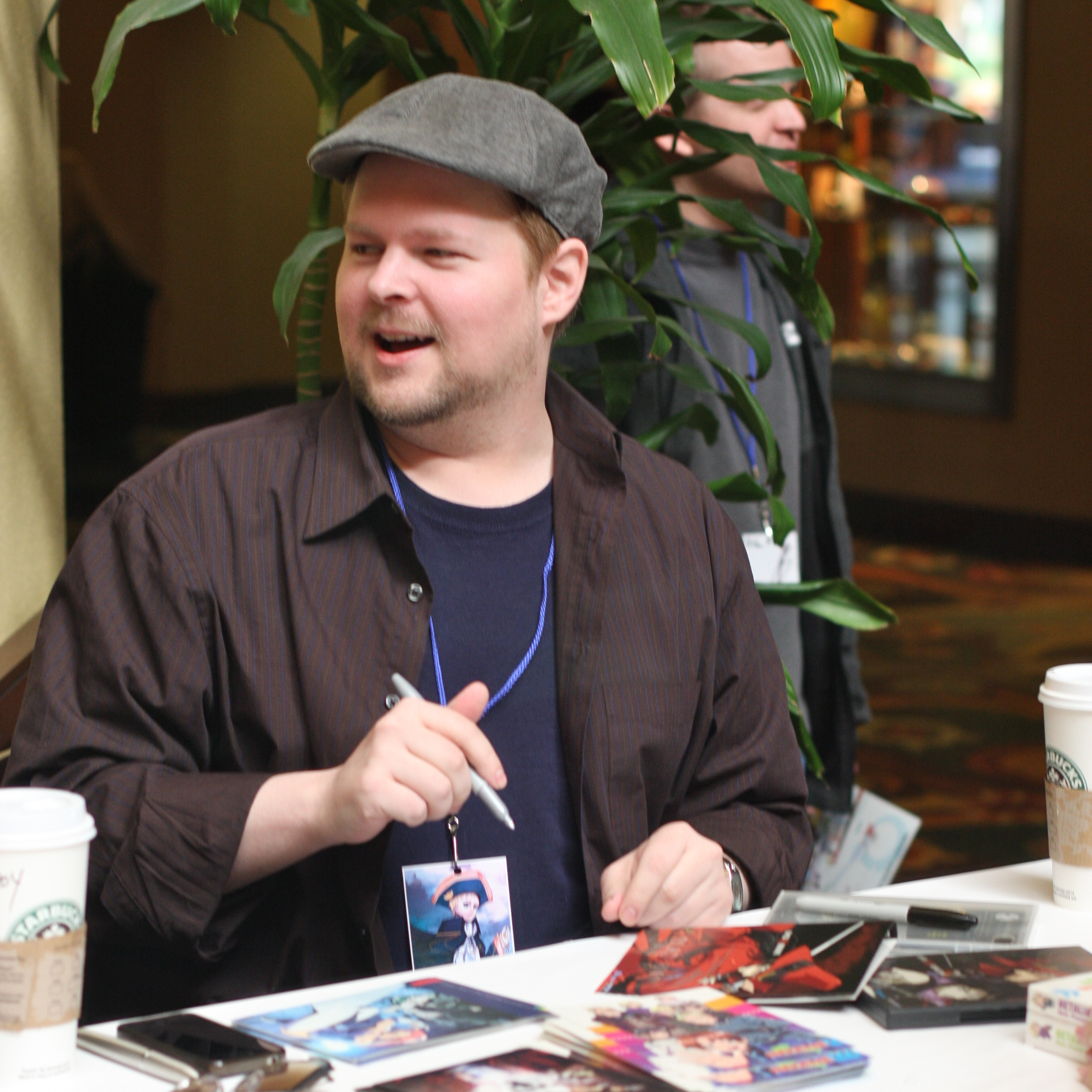
Chris Cason, 2011

Christopher L. Cason (* 4. November 1974 in Fort Worth, Texas) ist ein US-amerikanischer Anime-Synchronsprecher, ADR Director und Skriptschreiber.

## Sprecherrollen

### Anime
- AM Driver - Kukk "KK" Karan
- Aria the Scarlet Ammo - Ryo Shiranui
- Baldr Force EXE Resolution - Genha
- Basilisk - Kazamachi Shogen
- BECK: Mongolian Chop Squad - Akage
- Beet the Vandel Buster - General Grineed
- Big Windup! - Kazutoshi Oki
- Birdy the Mighty: Decode - Masakubo
- Black Blood Brothers - Rinsuke Akai
- Chrome Shelled Regios - Dixerio Maskane
- D.Gray-man - No. 65
- Darker than Black - Yasuaki Ou
- Deadman Wonderland - Kōmoto
- Desert Punk - Wano
- Detektiv Conan - Bank Clerk, Shunen, Chiba, Emori
- Dragon Ball (Serie) - Mr. Popo (DBZ Kai), Tien (DBZ Staffel 3, Erstveröffentlichung), Agent Shu, Super Kamikaze Ghosts, The Turtle (DBZ Kai)
- Fairy Tail - Karacka, Wally Buchanan, zusätzliche Stimmen
- Fullmetal Alchemist -Gluttony
- Fullmetal Alchemist: Brotherhood - Gluttony
- Glass Fleet - Gary
- Hell Girl - Yoshiki Fukasawa
- Hetalia: Axis Powers - Holy Roman Empire
- Initial D - Hiroshi Fumihiro
- Kaze no Stigma - Kousuke Utsumi
- Kenichi: The Mightiest Disciple - Tochumaru, Siegfried
- Kodocha - Babbit
- Nabari no Ō - Kagero
- Negima! - Albert Chamomile
- One Piece - Leo, Popo, Rice Rice, Satori, Fuza, Chirp Chirp
- Ouran High School Host Club - Chikage Ukyo
- The Sacred Blacksmith - Reginald Drummond
- Save Me! Lollipop - Air Fish (Ep. 2), Dragon (Ep. 6), Imai, Kitty (Ep. 1), Owl (Eps. 1-2, 7, 12), Step Cat (Ep. 12), Stuffed Bear (Ep. 11)
- School Rumble - Haruki Hanai
- Sengoku Basara II - Takenaka Hanbei
- Seto no Hanayome - Octopus Nakajima
- Sgt. Frog - Taruru
- Shikabane Hime - Rinsen Shirae
- Shin-chan - Boo, Whitey
- Soul Eater - Jack the Ripper
- Speed Grapher - Misaski
- The Tower of Druaga: The Aegis of Uruk - Druaga
- Tsubasa – Reservoir Chronicle - Kerebos, Yuto Kigai
- Yū Yū Hakusho - Miyamoto, M1

### Videospiele
- Borderlands 2 - Mal, Face McShooty, Winters, Yanier
- Detektiv Conan - Die Mirapolis-Ermittlung - Al Watson
- Dragon Ball (Serie) - Shu
- Fullmetal Alchemist 2: Curse of the Crimson Elixir - Gluttony
- Street Fighter X Tekken - Mega Man
- The Walking Dead: Survival Instinct - Deputy Jimmy Blake, Flight Command, Sniper 2
- Yousei - Nathan Holm

## Stabsarbeit

### ADR Director
- Baldr Force EXE Resolution
- Bamboo Blade
- Birdy the Mighty: Decode
- Case Closed
- Chrome Shelled Regios
- Dragon Ball series
- The Galaxy Railways
- Grappler Baki
- Kaze no Stigma
- Kodocha
- Negima!
- Save Me! Lollipop
- School Rumble
- Tsubasa Tokyo Revelations
- YuYu Hakusho

### Skriptschreiber
- AM Driver
- Black Cat
- Detektiv Conan
- One Piece
- Suzuka
- Witchblade